# Marko Cindrić
Marko Cindrić (* 1984 in Zagreb, Sozialistische Föderative Republik Jugoslawien) ist ein kroatischer Schauspieler.

## Leben
Marko Cindrić absolvierte sein Schauspielstudium von 2006 bis 2009 an der Oxford School of Drama. Während seines Studiums spielte er bereits an verschiedenen britischen Theatern.
Nach der Rückkehr in sein Heimatland trat er ab 2010 an verschiedenen kroatischen Theaterbühnen auf, wobei er als Darsteller insbesondere im Kinder- und Jugendtheater hervortrat. Von 2010 bis 2012 gehörte er zum Ensemble des Theaters in Velika Gorica. 2011 gastierte er am Kinder- und Jugendtheater „Mini Teater“ in Ljubljana, wo er auch Straßentheater machte. 2012 trat er am Kroatischen Nationaltheater Split auf und gastierte beim Sommer-Festival in Split (Splitsko Ljeto). Anschließend spielte er auf verschiedenen Zagreber Theaterbühnen, u. a. am Zagreber Jugendtheater (Zagrebačko kazalište mladih), am Trešnja-Theater, beim Kindertheater „Dubrava“ (Kazalište Dubrava) und am Stadttheater Žar Ptica (Gradsko kazalište Žar ptica). 2015 gastierte er beim Sommer-Festival in Dubrovnik. 2018 spielte er in der „Kulturfabrik Zagreb“ (Tvornica Kulture) die Rolle des Torvald Helmer in Nora oder Ein Puppenheim.
Cindrić wirkte in zahlreichen kroatischen Kinofilmen und TV-Serien, wo er mehrere durchgehende Serienrollen hatte, mit. Auch übernahm er verschiedene kleine Rollen in internationalen Produktionen (Game of Thrones: Das Lied von Eis und Feuer, Renegades – Mission of Honor).
Im Auftaktfilm der ZDF-„Herzkino“-Reihe der TV-Saison 2020/21, Ein Sommer an der Moldau (Erstausstrahlung: September 2020), verkörperte Cindrić in seiner ersten deutschsprachigen TV-Hauptrolle, an der Seite von Alina Levshin als Berliner Privatdetektivin Sophie, den Moldauschiffer Tomasz, den liebevollen Vater einer 11-jährigen Tochter.
Cindrić arbeitet auch als Synchronsprecher und Werbedarsteller. Er lebt in Zagreb.

## Filmografie (Auswahl)
- 2008: Zauvijek susjedi: Eki und Kiki sind gekommen (Fernsehserie, eine Folge)
- 2011: Dnevnik plavuše (Fernsehserie)
- 2011: Pod sretnom zvijezdom (Fernsehserie)
- 2011–2012: Loza (Fernsehserie)
- 2012: Game of Thrones: Das Lied von Eis und Feuer – The North Remembers (Fernsehserie, eine Folge)
- 2013: Larin izbor (Fernsehserie)
- 2013: Tajne (Fernsehserie)
- 2014–2015: Vatre Ivanjske (Fernsehserie)
- 2015: Kud puklo da puklo (Fernsehserie)
- 2016: Dead End: At the End We Die – Bullet in the Heart (Fernsehserie, eine Folge)
- 2016: Winnetou – Das Geheimnis vom Silbersee (Fernsehfilm)
- 2017: Renegades – Mission of Honor (Kinofilm)
- 2018: Čista ljubav (Fernsehserie)
- 2018: Konak kod Hilmije (Fernsehserie)
- 2020: Nestali (Fernsehserie)
- 2020: Ein Sommer an der Moldau (Fernsehfilm)